# モーゼ幻想曲
モーゼ幻想曲は、ニコロ・パガニーニが作曲したヴァイオリンと管弦楽のための作品。正式なタイトルは「（ロッシーニのオペラ）「エジプトのモーゼ」の『汝の星をちりばめた王座に』による序奏、主題と変奏曲」（Introduzione, Tema con Variazioni sulla preghiera “Dal tuo stellato soglo” dal “Mose in Egitto”）である。モレッティとソレントによる作品整理番号はMS.23。

## 概要
パガニーニはヴァイオリンと管弦楽のための作品を数多く作曲したが、死後に楽譜が売却・散逸したため、ヴァイオリンのパートが欠落（あるいは紛失）しているものや、管弦楽のパートが欠落しているものもある（「ヴァイオリン協奏曲第6番」など）。このモーゼ幻想曲は、1819年頃に作曲され、前年の1818年に初演されたロッシーニのオペラ「エジプトのモーゼ」に触発されて書かれたといわれているが、詳しい動機は不明である（主題のアリアは1819年の改訂版で挿入された）。パガニーニの死後、1855年に出版されている。
曲はハ短調からハ長調に転じ、ハーモニクスも登場する序奏の後に、ハ長調の主題（Alla marcia、原曲では第3幕で登場する）が提示され、3回変奏された後にコーダで締めくくられる。演奏時間は約6分。ホ長調でも演奏される。
作品は演奏されることが少なく、知名度も低いが、時折ピアノ編曲版により演奏されることもある。

## 演奏
本来はヴァイオリンと管弦楽のために作られた作品である。しかしヴァイオリンのパートが一風変わっており、ヴァイオリンの一番低い音域を担当する4番線（G線）のみによって演奏される。そのため以前から、チェロとピアノ（ピエール・フルニエによる編曲では、最高音の弦（A線）1本だけでニ長調により演奏される）、またはコントラバスとピアノのための編曲が行なわれているが、モーリス・ジャンドロンによる版が有名である。